# Gare de Brionne
La gare de Brionne est une gare ferroviaire française de la ligne de Serquigny à Oissel, située sur le territoire de la commune de Brionne, dans le département de l'Eure, en région Normandie.
Elle est mise en service en 1865 par la compagnie des chemins de fer de l'Ouest.
C'est une halte voyageurs de la société nationale des chemins de fer français (SNCF) du réseau TER Normandie, desservie par des trains régionaux.

## Situation ferroviaire
Établie à 60 mètres d'altitude, la gare de Brionne est située au point kilométrique (PK) 10,449 de la ligne de Serquigny à Oissel, entre les gares ouvertes de Serquigny et de Bourgtheroulde - Thuit-Hébert, et entre les gares fermées à l'exploitation de La Rivière-Thibouville et de Pont-Authou.

## Histoire
La station de Brionne est mise en service le 24 juillet 1865 par la compagnie des chemins de fer de l'Ouest, lorsqu'elle ouvre à l'exploitation l'embranchement de Serquigny à Rouen de la ligne de Paris à Caen et à Cherbourg.
En 1901, la charpente de la halle à marchandise est réparée. En 1906, les peintures du bâtiment principal et de l'annexe de la gare sont refaites.
En 2020, le temps de parcours prévu est de 0 h 52 min pour la gare de Rouen-Rive-Droite et de 1 h 1 min pour la gare de Caen. La desserte voyageurs est de quatre trains par jour sur la relation Rouen-Caen, dans chaque sens, du lundi au vendredi et entre deux et quatre les samedis, dimanches et fêtes.

## Fréquentation
De 2015 à 2023, selon les estimations de la SNCF, la fréquentation annuelle de la gare s'élève aux nombres indiqués dans le tableau ci-dessous.
| Année     | 2015  | 2016  | 2017   | 2018  | 2019   | 2020   | 2021   | 2022   | 2023   |
| --------- | ----- | ----- | ------ | ----- | ------ | ------ | ------ | ------ | ------ |
| Voyageurs | 8 258 | 8 257 | 10 354 | 9 516 | 13 096 | 10 420 | 18 951 | 25 360 | 30 901 |

## Service des voyageurs

### Accueil

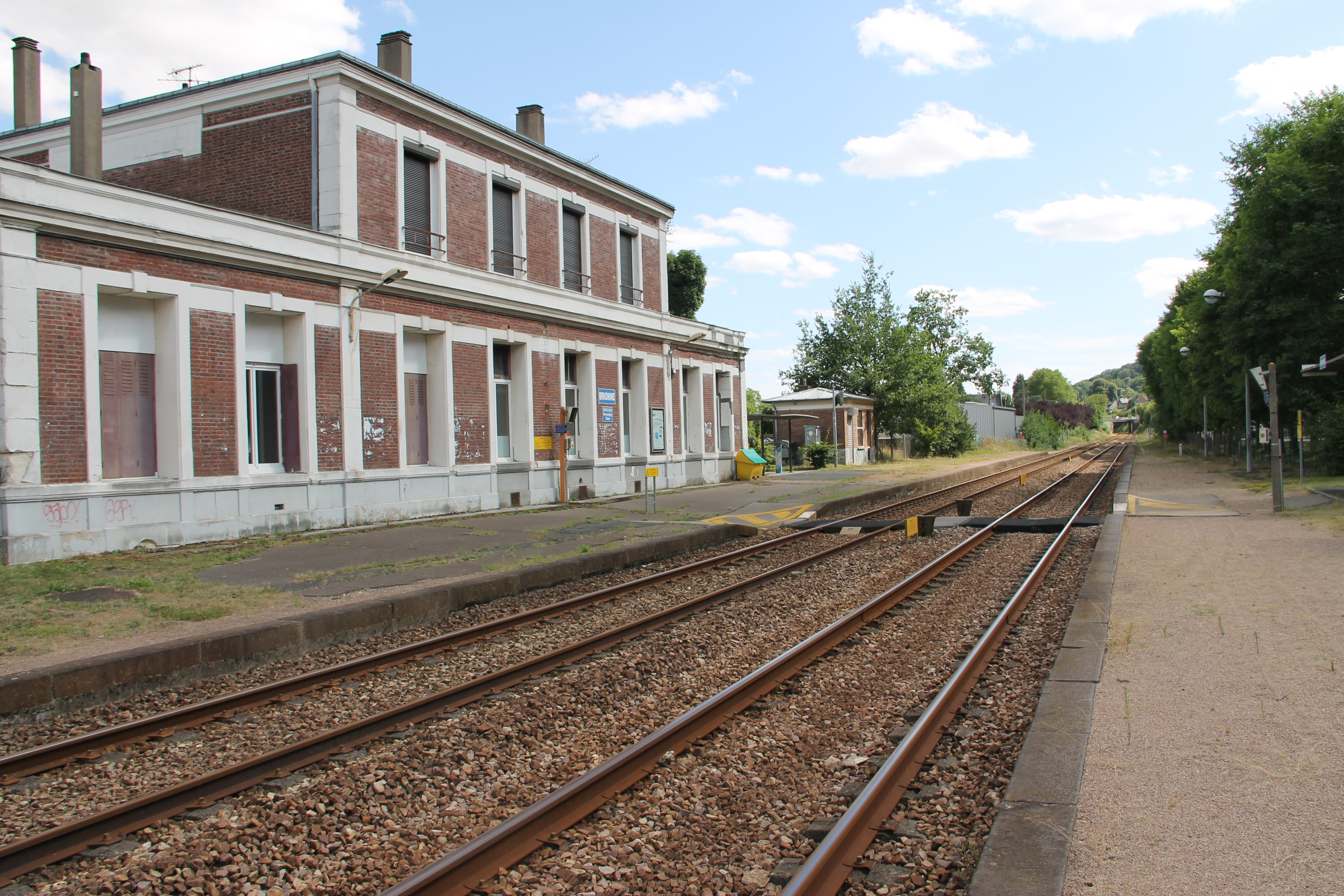
L'ancien bâtiment voyageurs et les quais en 2018.

Halte SNCF, c'est un point d'arrêt non géré (PANG) à accès libre.
Un passage à niveau planchéié permet la traversée des voies et l'accès aux quais.

### Desserte
Brionne est une gare du réseau TER Normandie desservie par des trains régionaux ayant pour destination les gares de Rouen-Rive-Droite ou de Caen.

### Intermodalité
Un parc pour les vélos et un parking pour les véhicules y sont aménagés.

## Patrimoine ferroviaire
L'ancien bâtiment voyageurs n'est plus utilisé pour le service des voyageurs. Désaffecté, il est utilisé par des associations de la commune.